# Карпф, Ганс
Ганс Карпф (нем. Hans Karpf; 14 мая 1916, Саарбрюкен, Рейнская провинция, Королевство Пруссия, Германская империя — 6 апреля 1943, Атлантический океан) — немецкий офицер-подводник, корветтен-капитан кригсмарине. Награждён Германским спортивным знаком.

## Биография
В апреле 1935 года вступил в ВМФ Германии. С марта 1939 года — офицер взвода на линкоре «Гнайзенау». С августа 1940 года — офицер группы службы ВМС в Кале. С октября 1940 по март 1941 года прошёл курс подводника. С 17 апреля 1941 года — 1-й вахтенный офицер на подводной лодке U-566. В ноябре 1941 года прошёл курсы по подготовке командира лодки.
С 30 ноября 1941 по 22 июня 1942 года — командир подводной лодки U-10, с 23 июля 1942 года — U-632, на борту которой совершил 2 похода (итого 71 день в море).
6 апреля 1943 года лодка U-632 была потоплена в Северной Атлантике юго-западнее Исландии (58°02′ с. ш. 28°42′ з. д.) глубинными бомбами британского бомбардировщика «Consolidated B-24 Liberator». Все 48 членов экипажа погибли.
Всего за время боевых действий потопил 2 вражеских корабля общим водоизмещением 15 255 тонн.
| Дата           | Название корабля | Тип              | Тоннаж | Груз                                                                  | Экипаж | Погибли | Страна              | Конвой        |
| -------------- | ---------------- | ---------------- | ------ | --------------------------------------------------------------------- | ------ | ------- | ------------------- | ------------- |
| 3 февраля 1943 | Cordelia         | Тепловой танкер  | 8,190  | 12 000 тонн мазута                                                    | 47     | 46      | Флаг Великобритании | Конвой HX 224 |
| 6 апреля 1943  | Blitar           | Торговый пароход | 7500   | 7500 тонн грузов, включая воловьи шкуры, удобрения и продукты питания | 80     | 26      | Флаг Нидерландов    | Конвой HX 231 |